# Ben van den Berg
Ben van den Berg (Apeldoorn, 19 mei 1965) is een Nederlands oud-honkballer en softbalcoach.
Van der Graaf, een rechtshandige pitcher, maakte deel uit van het Nederlands honkbalteam dat in 1985 Europees kampioen werd. Hij kwam tevens jarenlang uit voor het eerste herenteam van HCAW in de hoofdklasse. Momenteel is hij softbalcoach bij HCAW in Bussum. In het seizoen 2010 zal hij samen met Sven van der Graaf coach zijn van het eerste damessoftbalteam van HCAW.